# Delfingen
A Delfingen Industry é um fornecedor automotivo global especializado em soluções de proteção de rede a bordo e tubos técnicos para transferência de fluidos, comercializando seus produtos para fabricantes automotivos, fabricantes de equipamentos e industriais. A Delfingen está presente em 4 continentes com mais de trinta estabelecimentos, incluindo 23 locais de produção e 9 centros de P&D. A empresa tem mais de 3.800 funcionários  .
A Delfingen Industry é uma multinacional francesa listada na Bolsa de Valores de Paris ( Euronext Growth )  . Sua sede está localizada em Anteuil, no departamento de Doubs .